# Nucleo di Odro
Il nucleo di Odro consiste in un gruppo di cascine adibite a rifugio alpino-agriturismo, situato in val della Porta, nel comune di Verzasca, nel canton Ticino, nelle Alpi Lepontine, a 1.240 m s.l.m.

## Storia
Il nucleo risale al XVII secolo, e fu riattato in parte nel 1996 a uso di agriturismo-rifugio alpino.

## Caratteristiche e informazioni
Dieci cascine riattate come rifugio. Il riscaldamento è a legna. L'illuminazione è prodotta da pannelli solari. 
Per dormire vi sono 3 stanze, una da 6 posti nella cascina Tic-Zot, una 2 posti nella cascina Serta, e vi è anche un dormitorio di 16 posti, tutte le stanze possiedono una stufa, corrente elettrica e acqua corrente.

## Accessi
- Vogorno 492 m Vogorno è raggiungibile anche con i mezzi pubblici. - Tempo di percorrenza: 1,45 ore - Dislivello: 500 metri - Difficoltà: T2.

## Ascensioni
- Pizzo di Vogorno (2.442 m) - Tempo di percorrenza: 4 ore - Dislivello: 1.200 metri - Difficoltà: T3.

## Traversate
- Capanna Borgna 4 ore